# Cło konwencyjne
Cło konwencyjne - inaczej umowne, jako przedmiot umów dwustronnych i wielostronnych, jest elementem stosunków międzynarodowych. Cła konwencyjne mogą mieć formę tzw. ceł skonsolidowanych, czyli takich, w odniesieniu do których państwo zobowiązuje się w umowie międzynarodowej, że ich nie podwyższy, ale zachowuje prawo do ich obniżenia. Cła konwencyjne mogą być również ustalane w ramach unii celnych zawieranych przez dwa lub więcej państw.